# Plestiodon lagunensis
Plestiodon lagunensis  (лат.) — ящерица семейства сцинковых.

## Описание
Наземные ящерицы длиной 16—20 см. Характерная особенность этого вида — розовый хвост. У неполовозрелых особей хвост окрашен ярче, чем у половозрелых. Назначение такой окраски не совсем ясно, возможно, она привлекает хищника к хвосту, который может быть отброшен, и отвлекает от жизненно важных органов.
Обитают на полуострове Байя Калифорния в Мексике.
Plestiodon lagunensis ведёт скрытный образ жизни и часто прячется под камнями. Питается насекомыми и пауками, которых добывает в листовом опаде. Во время короткой зимы он не впадает в спячку, хотя его активность несколько снижается. 
Самка откладывает от двух до шести яиц в подземный ход, проделанный в мягкой почве. Мать охраняет кладку до вылупления и может переносить её с места на место при наступлении неблагоприятных условий, например при наводнении.
Plestiodon lagunensis относится к видам, находящимся под угрозой исчезновения (категория endangered, EN).